# Liste de musées en Oman
Voici une liste des musées du sultanat d'Oman :
- Museum of Omani Heritage
- Musée national d'Oman
- Musée des Enfants (Oman)
- Musée d'histoire naturelle d'Oman
- Musée Bait Al Zubair
- The Oil and Gas Exhibition Centre&Planetarium
- PDO Planetarium
- Musée franco-omanais
- Musée des Forces armées du Sultan
- Aquarium and Marine Science& Fisheries Centre
- Bait Adam
- The Currency museum in the Central Bank of Oman
- Musée de la porte de Mascate (Muscat Gate Museum)
- Musée Bait Al Baranda
- Bait Al Na'aman
- Nakhal Fort Museum
- Musée de Salalah
- Sohar Fort
- Musée du pays du Frankincense (en) (Encens (résine oliban))
- Sayyid Faisal bin Ali Museum